# Мала Костревниця
Мала Костревниця (словен. Mala Kostrevnica) — поселення в общині Шмартно-при-Літії, Осреднєсловенський регіон, Словенія. 
Висота над рівнем моря: 279,2 м.